# Microcalamus barbinodis
Microcalamus barbinodis är en gräsart som beskrevs av Adrien René Franchet. Microcalamus barbinodis ingår i släktet Microcalamus och familjen gräs. Inga underarter finns listade i Catalogue of Life.